# Edwin C. Burleigh
Edwin Chick Burleigh, född 27 november 1843 i Linneus, Maine, död 16 juni 1916 i Augusta, Maine, var en amerikansk republikansk politiker. Han var guvernör i delstaten Maine 1889–1893. Han representerade Maine i båda kamrarna av USA:s kongress, först i representanthuset 1897–1911 och sedan i senaten från 1913 fram till sin död.
Burleigh arbetade som lärare, lantmätare, jordbrukare och publicist. Han flyttade 1876 till Augusta. Han var delstatens finansminister (Maine State Treasurer) 1885–1888.
Burleigh efterträdde 1889 Sebastian Streeter Marble som guvernör i Maine. Han efterträddes 1893 av Henry B. Cleaves.
Kongressledamot Seth L. Milliken avled 1897 i ämbetet och efterträddes av Burleigh. Han besegrades i kongressvalet 1910 av demokraten Samuel W. Gould. Burleigh efterträdde sedan 1913 Obadiah Gardner som senator för Maine.
Senator Burleigh avled 1916 i ämbetet och gravsattes på Forest Grove Cemetery i Augusta.